# Athyrium tenuipaleatum
Athyrium tenuipaleatum är en majbräkenväxtart som beskrevs av Edwin Bingham Copeland. Athyrium tenuipaleatum ingår i släktet Athyrium och familjen Athyriaceae. Inga underarter finns listade.